# Plagefenn
Das Plagefenn ist ein Moor im Biosphärenreservat Schorfheide-Chorin. Das Totalreservat befindet sich um den Großen und Kleinen Plagesee südlich von Brodowin und hat eine Fläche von 290 Hektar. Das Naturschutzgebiet Plagefenn erstreckt sich von den Plageseen bis nach Liepe. Es wurde am 12. September 1990 mit dem letzten DDR-Ministerratsbeschluss gebildet und hat eine Fläche von 1054 Hektar.

## Etymologie
Der Name des Gebietes geht mit Sicherheit auf eine 1258 erwähnte Siedlung namens Plawe zurück. Die genaue Lage dieser Siedlung ist heute nicht mehr bekannt. „Plawe“ wurde auch Plaue oder Plage genannt. „Plaw“ bedeutet im Altpolabischen „sumpfiges Gelände“ oder „Moor“. In einer weiteren Erwähnung 1459 als „Plauel deserta“ wird die Zerstörung oder das Verlassen der Siedlung erwähnt.

## Beschreibung und Geschichte
Das Plagefenn entstand als Zungenbecken eines ehemaligen Gletschers während der Weichselkaltzeit. Die beiden Seen verfügen über keinen direkten Abfluss, sondern kommunizieren direkt mit dem Fenn (Moor). Das Plagefenn entwässert über den Lieperpossegraben direkt in das Tal der ehemaligen Finow. Zwischen den Plageseen und Liepe liegen mehrere Moore, die durch Gräben miteinander verbunden sind, die noch heute erkennbar von den Zisterziensermönchen errichtet wurden.
Über den Nettelgraben verlieren alle Feuchtgebiete rund um das Plagefenn sehr viel Wasser. Dies war durch die Zisterzienser sicher so gewollt, da sie ihr erstes Kloster am Ufer des Parsteiner Sees auf einer Insel errichtet hatten. Im 17. und 18. Jahrhundert wurde auf Karten noch ein deutlich höherer Wasserstand verzeichnet. 1714 waren Plagesee, Wesensee und Brodowinsee noch verbunden, das Dorf Brodowin hatte fast Inselcharakter. 1767 waren die heutigen Plageseen noch verbunden. 1820 betrug die Weidegerechtigkeit für Liepe 183 Schweine, 766 Pferde, 2488 Kühe und Ochsen sowie 10535 Schafe. Diese Tiere wurden damals gern im Wald auf die Weide gestellt, somit lag den Bauern viel an einer Entwässerung des Gebietes.
Auf Initiative von Forstmeister Max Kienitz wurde es 1907 mit einer Fläche von 177 Hektar als erstes Naturschutzgebiet Norddeutschlands eingerichtet. 1938 erhielt das Plagefenn eine Schutzgebietsverordnung. 1954 wurde die Unterschutzstellung durch das Naturschutzgesetz der DDR aufrechterhalten. 1957 wurde um das Plagefenn herum das Landschaftsschutzgebiet „Choriner Endmoränenbogen“ gebildet. Ab Anfang der 70er Jahre verschlechterte sich die Wasserqualität der Seen durch Gülleeinbringung in die umliegenden Äcker. Das Naturschutzgebiet trocknet durch Meliorationsgräben und Wasserabführung im Interesse der Land- und Forstwirtschaft weiter aus.
Bei der Kernzone des Plagefenn handelt es sich um ein Totalreservat. Fischerei in den Seen und Jagd ruhen in diesem Gebiet, das Betreten ist verboten.
Da die Niederschläge immer geringer wurden und ein weiteres Austrocknen der Landschaft verhindert oder zumindest verlangsamt werden sollte, wurden 2005 einige Gräben gestaut. Im Naturschutzgebiet haben sich wieder Biber angesiedelt, die nun diese Stauungen teilweise vornehmen. Die Lieper Posse war 2000 ausgetrocknet und nur noch von einem Graben durchflossen, in Katasterkarten von 1912 wurde die gesamte Posse noch als Moor ausgewiesen.

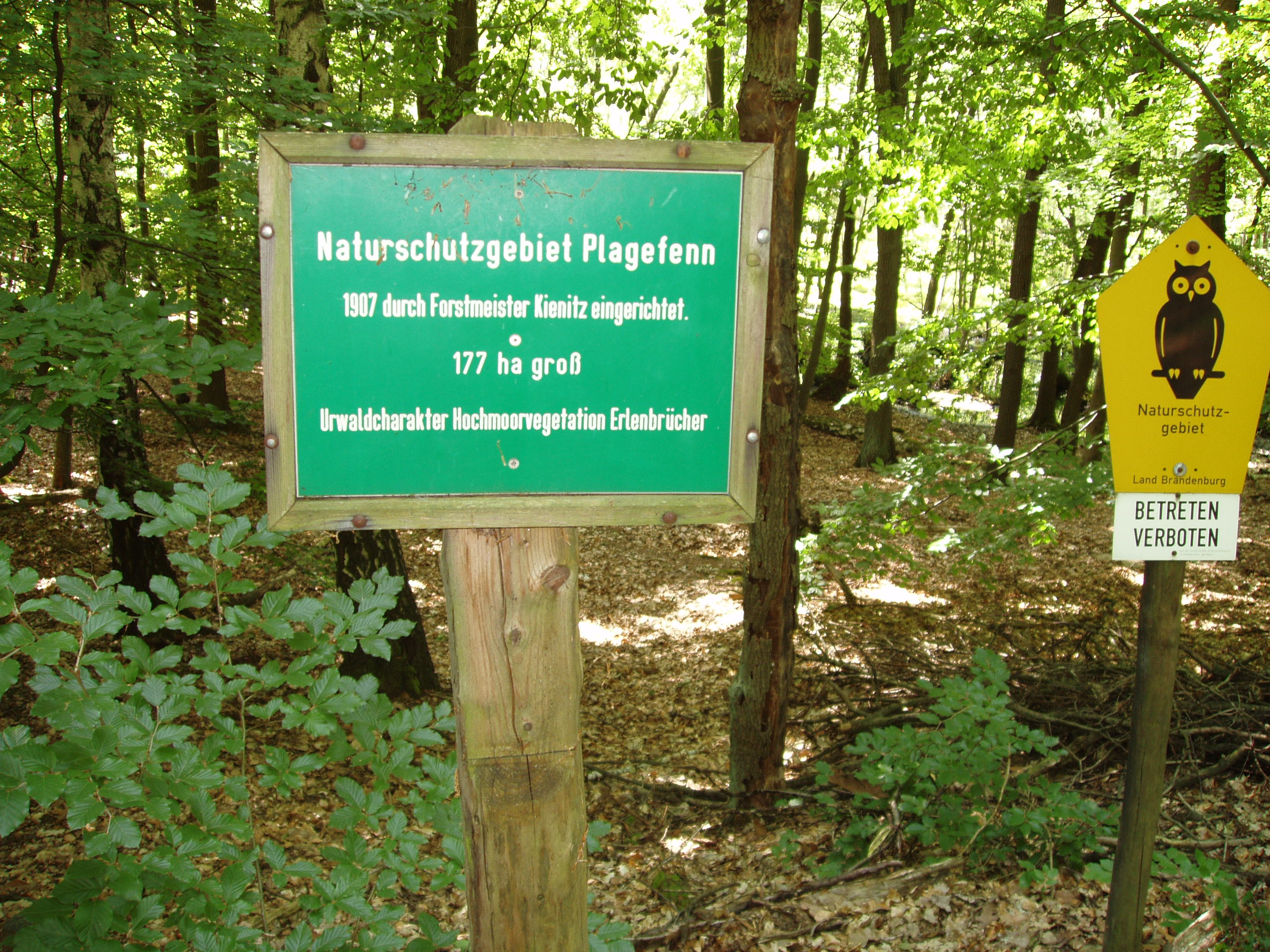
Grenze des NSG Plagefenn
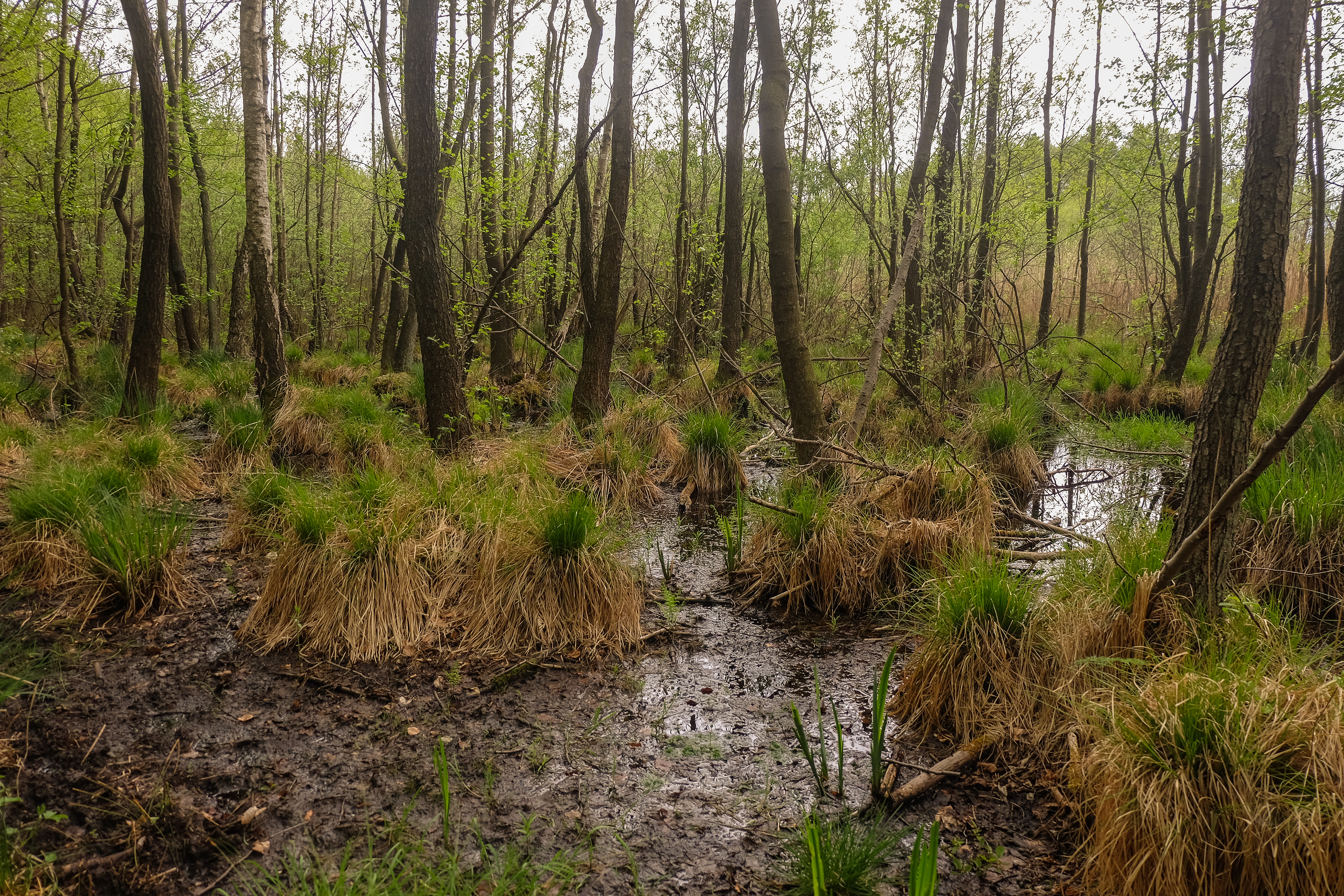
Moorlandschaft im Totalreservat
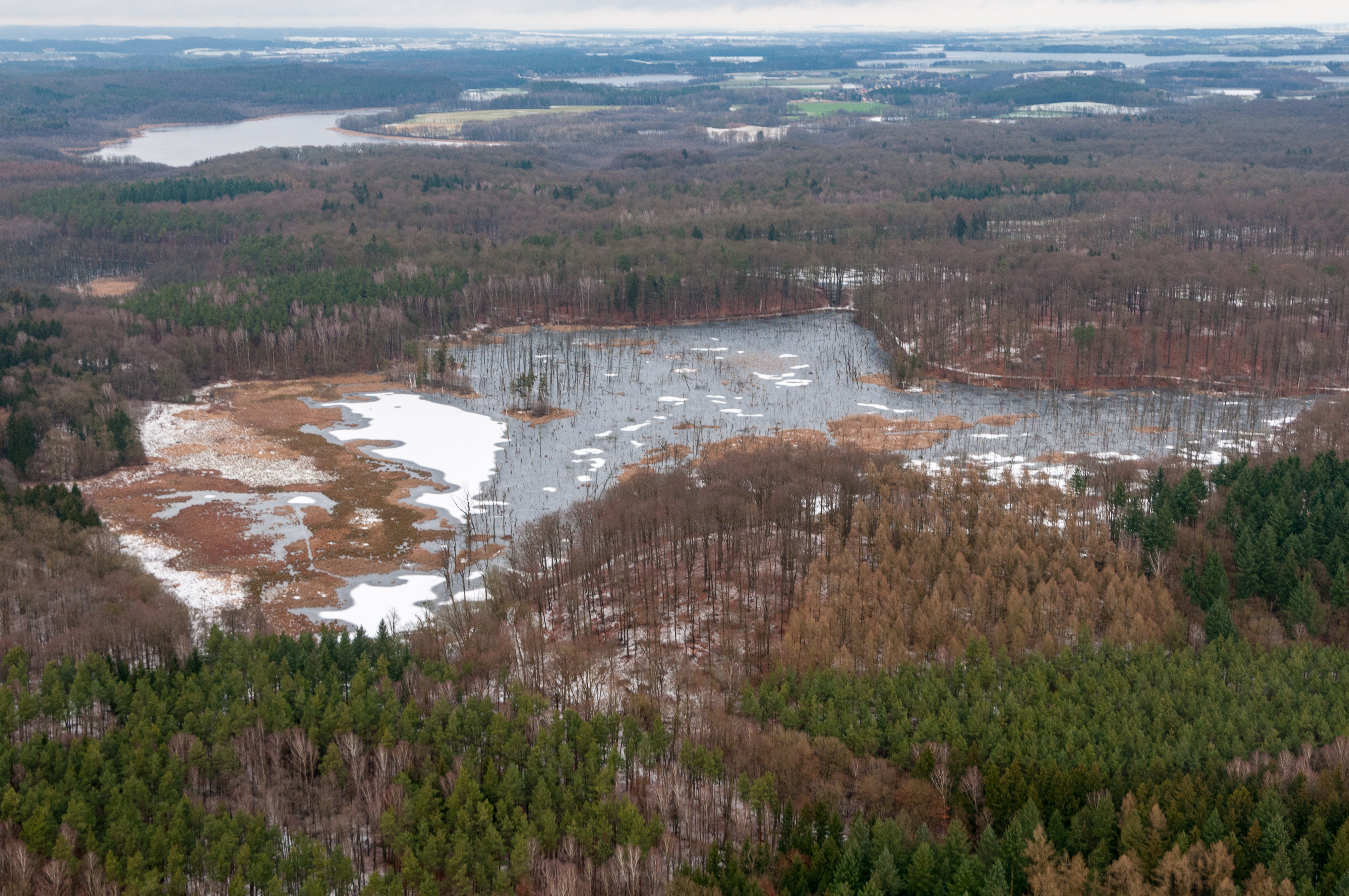
Lieper Posse 2018
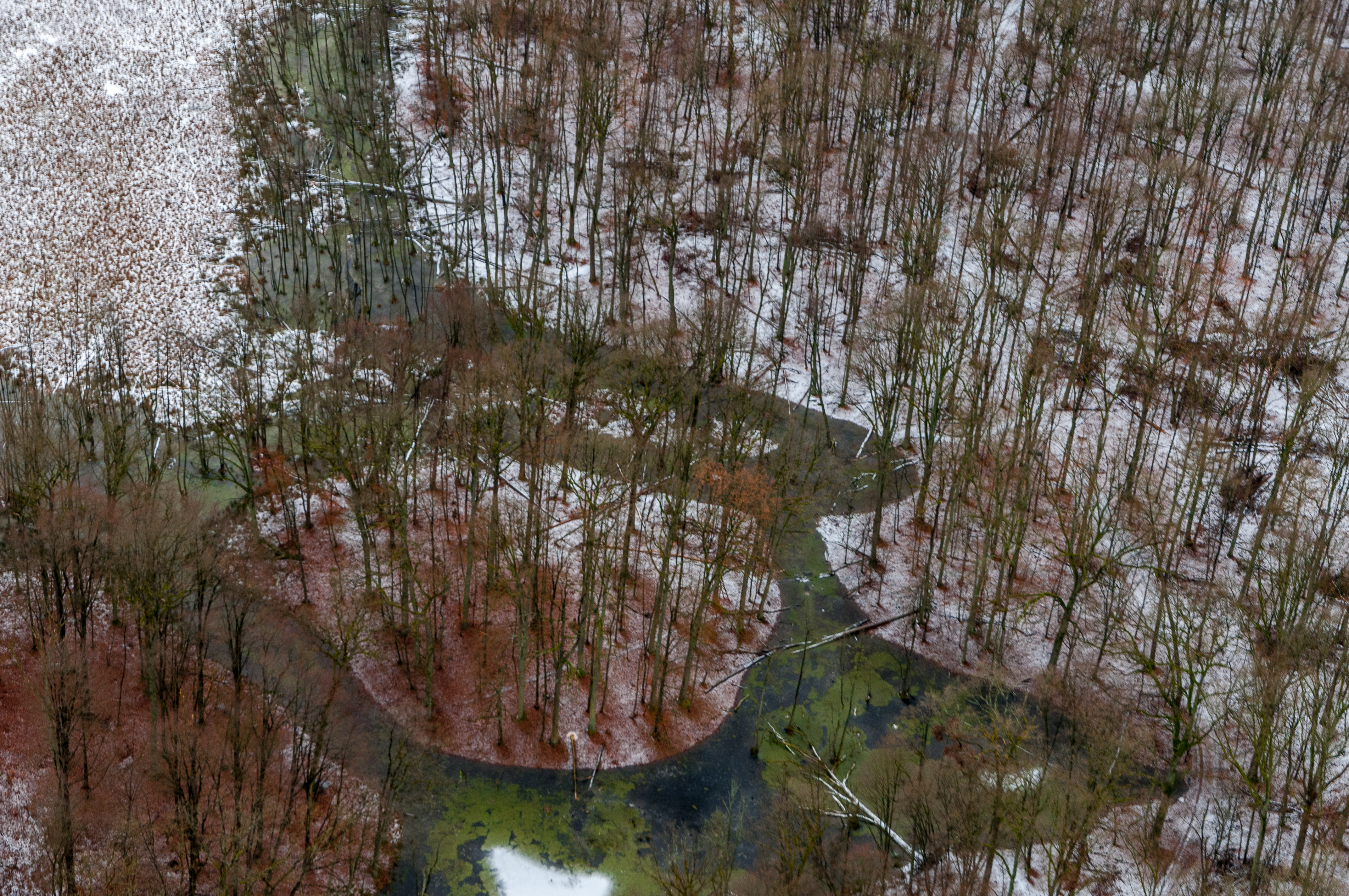
Moor im Totalreservat